# Alejandro Errázuriz Mackenna
Alejandro Errázuriz Mackenna (Santiago, 15 de octubre de 1888-¿?) fue un abogado, agricultor y político chileno, miembro del Partido Liberal (PL). Se desempeñó como secretario general de la Cámara de Diputados durante veintidós años consecutivos (1919-1941). Además, ejerció como ministro de Estado en las carteras de Tierras y Colonización y Fomento, bajo el segundo gobierno del presidente Arturo Alessandri.
Nació en Santiago el 15 de octubre de 1888; hijo de Rodolfo Errázuriz Ovalle y Elena Mackenna Serrano, realizó sus estudios superiores en la carrera de derecho en la Universidad de Chile, egresando como abogado en 1912. Ejerció su profesión y también se dedicó a la agricultura, siendo propietario del fundo "Apalta" en la localidad de Rosario. Aficionado a la hípica, fue gerente general del Club Hípico de Santiago entre 1943 y 1948.
Estuvo casado con Dolores Covarrubias Valdés, hija del exdiputado Manuel Covarrubias Ortúzar. Con su matrimonio tuvo tres hijos: María de la Luz (casada con Sergio Ossa Pretot), José Alejandro (casado con María Paz Covarrubias Zegers, hija de Carlos Alberto Covarrubias Pardo, ingeniero civil, miembro de la Milicia Republicana, y de Manuela Zegers Baeza; hija a la vez, de Julio Zegers García-Huidobro), Jaime, Manuel, Dolores y Olga.